# Cronômetro marítimo

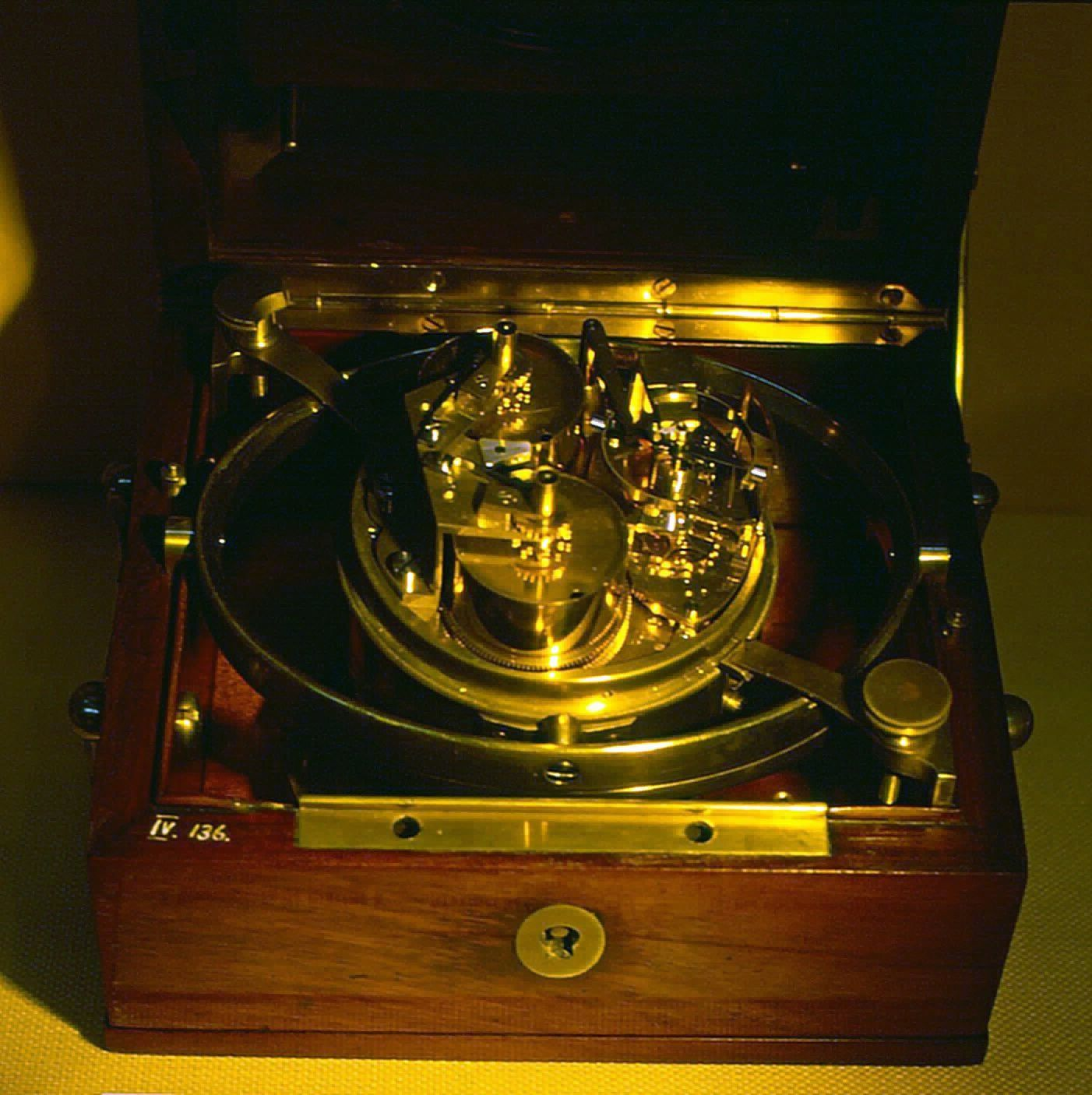
Cronômetro marítimo

Cronômetro marítimo é um tipo de cronômetro de precisão que é usado para determinar longitudes por meio de um relógio extremamente preciso. Quando desenvolvido no século XVIII, foi uma grande evolução técnica de seu gênero e de grande valia para o conhecimento acurado do tempo numa longa navegação. O primeiro medidor foi trabalho de John Harrison, que dedicou 31 anos da vida em experimentações e testes que vieram a revolucionar a navegação naval (e posteriormente aérea), permitindo outros desenvolvimentos técnicos na era dos Descobrimentos.

## História
John Harrison, (nascido em março de 1693, Foulby, Yorkshire, falecido em 24 de março de 1776, Londres), relojoeiro inglês que inventou o primeiro cronômetro naval, que permitia aos navegadores computar com precisão sua longitude no mar.
Harrison, filho de um carpinteiro e também de um mecânico, interessou-se pela construção de um cronômetro preciso em 1728. Após Vários desastres no mar, causados aparentemente por uma navegação deficiente, levaram o governo britânico a criar um Conselho de Longitude com poderes para conceder £ 20.000 a o primeiro homem a desenvolver um cronômetro com o qual a longitude poderia ser calculada em meio grau no final de uma viagem às Índias Ocidentais. Harrison completou seu primeiro cronômetro em 1735 e o submeteu ao prêmio. Ele então construiu mais três instrumentos, cada um menor e mais preciso que seu antecessor. Em 1762, descobriu-se que o famoso cronômetro marítimo nº 4 de Harrison estava errado por apenas cinco segundos (1 1/4′ de longitude) após uma viagem à Jamaica. Embora todos os seus cronômetros atendessem aos padrões estabelecidos pelo Conselho de Longitude, ele não recebeu nenhum dinheiro até 1763, quando recebeu £ 5.000, e só em 1773 foi pago integralmente. A única característica de seus cronômetros mantida por fabricantes posteriores foi um dispositivo que mantém o relógio funcionando enquanto está sendo dado corda.